# とも座ゼータ星
とも座ζ星は、太陽系からとも座の方向約1,080光年の距離にある恒星。とも座で一番明るい恒星で2等星。肉眼で色を識別できる程度に明るい恒星の中では最も青く見える。
日本ではあまり高く昇らず、南中高度は東京で約14度、そのため本来は明るい2等星だが、それよりは暗く見え、同様にレイリー散乱により、青みも少なく見える。

## 概要
大質量星で表面温度は42,000Kと超高温の青色超巨星である。その固有運動から、約250万年前に、8.5度ほど離れたほ座にある散開星団トランプラー10から弾き出されたものと考えられている。
年周視差が非常に小さいため観測が難しく、かつては1,400光年の距離にあると考えられていた。

## 名称
学名はζ Puppis（略称はζ Pup）。固有名ナオス (Naos) はギリシア語で「船」を意味する言葉 ναύς に由来する。2016年8月21日に国際天文学連合の恒星の命名に関するワーキンググループ (Working Group on Star Names, WGSN) は、Naos をとも座ζ星の固有名として正式に承認した。